# 北京市共青林场
北京市共青林场，中华人民共和国北京市的一个市属国有林场，为北京市园林绿化局直属事业单位，位于顺义区仁和镇，成立于1959年，主要分布在潮白河两岸，是北京市最大的国有平原型生态公益林场。

## 历史

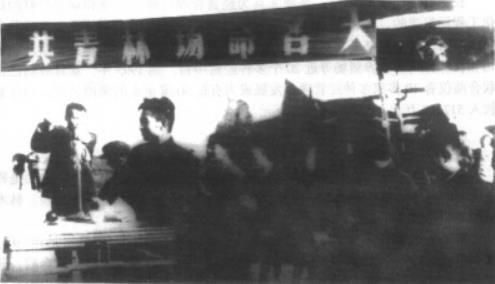
1959年胡耀邦出席“共青林场”命名大会

1959年，北京市共青林场成立，为北京市属国有林场，由时任中国共产主义青年团中央委员会第一书记胡耀邦提议成立并命名题字。1962年，共青林场正式建场。共青林场现为北京市园林绿化局（首都绿化委员会办公室）直属事业单位，下设河南村分场、李遂分场、郝家疃分场等林业分场。含合作造林的森林面积为1.6万亩，主要分布在潮白河两岸，是北京市最大的国有平原型生态公益林场。共青林场的成立发展为潮白河流域的风沙治理和生态环境的改善起到了至关重要的作用，现为以风景游憩为主导功能，兼具生态防护功能的平原生态林场。
2009年，北京市政府和北京市顺义区政府以共青林场为基础投资建设顺义新城滨河森林公园，公园总面积为12578亩，于2013年10月向市民免费开放。其中北京市共青林场林地面积为9523亩，占公园总面积的76%。

## 林木情况
根据《北京市国有林场发展规划（2018年-2025年）》，北京市共青林场在2018年时的总面积为1003.2公顷，其中有林地面积为857.5公顷。根据2022年张志松《共青林场林业资源经营策略研究》，林场总面积为1003.16公顷（15047.4亩），有林地面积945.18公顷，非林地面积57.98公顷
2022年，林场内有乔木林地754公顷，占有林地面积的80%；疏林地108.37公顷，占11.4%；灌木林地14.83公顷，占1.5%；宜林地67.98公顷，占7.1%。森林覆盖率为75.16%，林木绿化率为77.98%。乔木林地包括针叶林地5.13公顷，阔叶林地570.64公顷，混交林地178.23公顷。全场林木以落叶乔木为主，落叶乔木则以杨树和刺槐为主，林场主要以杨树、刺槐单层林构成，复层林、异龄林少，常绿树、落叶亚乔木、花灌木、草本植物总量较小。杨树中雌株远多于雄株，雌株有小美旱杨和速生杨，雄株有毛白杨和加拿大杨，此外还有中林84K、107、108、110等杨树品种。由于杨树雌株占比大，其部分杨树林为过熟林或成熟林，每年5月都会产生大量飞絮，经常被周边居民投诉，而且林场内游客密度的增加也给林场防火增加了难度。

## 义务植树
2017年，北京市设立21处义务植树尽责基地，其中便包括“共青林场首都全民义务植树尽责基地”，基地面积800亩，每月均可接待市民进行植树相关劳动。
| 月份 | 气候、树木特点                    | 接待劳动内容                               |
| ---- | --------------------------------- | ------------------------------------------ |
| 1月  | 气温全年最低，树木处于休眠状态    | 冬剪、防寒防冻、清理枯枝落叶               |
| 2月  | 气温有所回升，树木仍处于休眠状态  | 冬剪、防寒防冻、清理枯枝落叶               |
| 3月  | 气温继续回升，3月中旬树木开始萌芽 | 植树、病虫害防治、清理枯枝落叶             |
| 4月  | 气温继续回升，树木进入旺盛生长期  | 植树、病虫害防治、清理枯枝落叶             |
| 5月  | 气温急骤上升，树木生长迅速        | 花灌木修建、除草、病虫害防治               |
| 6月  | 气温继续上升，树木枝繁叶茂        | 花灌木修建、除草                           |
| 7月  | 天气炎热，高温多雨                | 花灌木修建、除草                           |
| 8月  | 持续高温天气                      | 花灌木修建、除草                           |
| 9月  | 天气宜人                          | 花灌木修建、除草                           |
| 10月 | 天气转凉                          | 花灌木修建、除草                           |
| 11月 | 进入冬季                          | 树木整形修剪，清除枯枝，树木防寒，树干涂白 |
| 12月 | 天气寒冷                          | 防寒防冻，树干涂白，除草                   |

## 旅游开发
由于共青林场的森林景观单调，森林公园开放后，主要以散步、跑步的游客为主，其他如森林科普、森林健身、森林康养等活动暂不具备开展条件。

## 机构设置
截至2021年，北京市共青林场为公益一类事业单位，设置有办公室、人事劳资科、计财科、政工科、资源管护科、公园管理科、后勤服务科、河南村分场、李遂分场、郝家疃分场等机构，现有编制75人，在职职工74人。

## 荣誉
| 获奖时间       | 荣誉                   | 授奖机构     | 信息来源 |
| -------------- | ---------------------- | ------------ | -------- |
| 2016年11月15日 | 2015年度“全国十佳林场” | 中国林场协会 | [ 9 ]    |

此外，北京市共青林场还曾多次被国家林业局和中共北京市委、北京市政府等单位授予“全国国有林场十大标兵单位”、“首都文明单位”、“北京防沙治沙先进单位”、“首都绿化美化先进单位”、“北京市林业系统先进集体”等荣誉称号。